# Mudhoji I
Mudhoji fou regent maratha Bhonsle de Nagpur, germà de Raghuji I i pare de Raghuji II.
Per la seva carrera durant el regnat de Janoji, vegeu la seva biografia. El 1772, Janoji, prop de la mort, va obtenir del peshwa Madhav Rao el consentiment per l'adopció de Raghuji, el fill de Mudhoji. Janoji va morir el 16 de maig de 1772 i formalment el va succeir Raghuji II sota regència paterna, però com que no va rebre el títol de senasaheb, un germà de Janoji, Sabaji, va intentar obtenir aquest títol i com que Mudhoji era un declarat partidari de Raghunath Rao, l'oncle i rival de Madhav Rao, aquest va enviar el títol i honors a Sabaji. La vídua de Janoji, Darya Bai, va donar suport a Sabaji i va revelar que estava en estat i que podia donar a llum a un fill.
Com a precaució Mudhoji va enviar a la seva família al fort de Chanda i va reunir una força de 25000 homes per enfrontar a Sabaji. Els exèrcits dels dos homes es van enfrontar a Kumbhari prop d'Akola (1773), però després d'aquest i altres combats menors, els dos germans van decidir posar fi a la lluita i es va acordar que el títol de Senasaheb seria per Raghuji II i que Mudhoji seria el regent però amb participació en el govern de Sabaji. Els germans Prabhu, Vyankal Kasi i Kaksman Kasi, foren enviats a Poona per assegurar el títol per Raguhi II; en aquest temps Narayan Rao era el nou peshwa. L'acord no fou respectat per Sabaji i quan Narayan i Raghunath Rao es van enfrontar, Sabaji va agafar el partit del primer i Mudhoji del segon.
Sabaji va rebre ajut del peshwa i el nizam i les forces combinades d'aquestos van assetjar Ellichpur, el nawab del qual era aliat de Mudhoji, però poc després Narayan Rao fou assassinat i el suport de Sabaji va quedar greument afectat; Mudhoji pel seu costat es va reforçar amb la pujada al poder de Raghunath; un acord entre els dos germans es va aconseguir però altra vegada fou de curta durada. Raghunath va atacar al nizam, en càstig per haver pres partit pel seu rival, i va haver de signar un acord. Madhoji també va signar un acord amb el nizam pel qual es feia la pau basada en el repartiment de Berar al 60-40 per cent.
Aprofitant la mort de Narayan Rao els britànics es van apoderar del fort de Thana que es va rendir el 28 de desembre de 1773. Això de fet fou l'inici de la primera Guerra Anglo-maratha (1773-1782) 
La disputa entre Mudhoji i Sabaji es va reprendre el 1774, però va resoldre finalment per la mort del segon en la batalla de Panchganv, prop de Nagpur, el 26 de gener de 1775; en aquesta batalla Mudhoji va tenir el suport de Gardi Muhammad Yusuf, un dels que havia assassinat a Narayan Rao. Els partidaris de Sabaji es van sotmetre a Mudhoji.
Els Barabhais van instigar a Sivaji Bhonsle, governador d'Amravati, a revoltar-se contra Mudhoji i li va prometre el títol de senasaheb. El 6 de març de 1775 Raghunath va entrar en aliança amb els britànics al tractat de Surat per fer front als Barabhais. La revolta de Sivaji no va tenir molta importància per la mediació de Divakarpant. Per contrarestar l'acció de Raghunat, el ministre Nana Fadnis va proposar una coalició antibritànica formada pel govern del peshwa, el nizam, Mysore (Haidar Ali) i els Bhonsle de Nagpur; però Warren Hastings va veure el perill i va restituir Guntur al nizam al que va separar així de la confederació, i després es va acostar als Bhonsles. Segons el pla de Nana, els bhonsles havien d'atacar a Bengala, Haidar Ali a Madras, i les forces de Poona a Gujarat i Bombai. Madhoji va enviar a Khandoji Bhonsle àlies Chimanaji, contra Orissa per envair després Bengala on havia de recaptar el chauth; pero Raghuji II, el fill de Madhoji, el va aconsellar de no atacar (seguint el consell del seu ministre Divakarpant Corghade). Hastings va poder comprar la lleialtat de Khandoji i Divakarpant amb considerables quantitats de diners; al final del 1778 Mudhoji va donar permís a l'exèrcit de Goddard per creuar cap al Gujarat; Nana va reaccionar i nominalment va aconseguir altre cop el suport de Raghuji II i Divakarpant per a la coalició maratha, però això no va tenir cap efectivitat. Mudhoji fou el primer a informar a Hastings dels plans de Nana; Mudhoji va violar el tractat de Kanakpur (entre Janonji i Madhav Rao) i va preferir l'aliança amb els britànics com havia fet Raghunath. La guerra amb les britànics va acabar amb el tractat de Salbye de 1782.
El 1785 Mudhoji va anar a Poona amb el seu exèrcit per ajudar al ministra Nana Fadnis en la seva guerra contra Tipu Sultan de Mysore. La batalla es va lliurar a Badumi el 1786 i Tipu fou derrotat per la coalició formada pel peshwa, els Bhonsle i el nizam. Al seu retorn Mudhoji va visitar alguns llocs sagrats de Maharastra i després va entrar a Nagpur on va morir el 19 de maig de 1788.